# Kirramyces hebes
Kirramyces hebes är en svampart som beskrevs av W.P. Wu, B. Sutton & Gange 1996. Kirramyces hebes ingår i släktet Kirramyces och familjen Mycosphaerellaceae.   Inga underarter finns listade i Catalogue of Life.